# Marjal del moro
El marjal del moro o la marjal del moro es un espacio protegido ZEPA, un humedal situado entre los términos municipales de Puzol y Sagunto, en la provincia de Valencia, concretamente en la Huerta Norte. Es una de las zonas más importantes para las aves acuáticas en la provincia de Valencia.
Anteriormente, esta marjal cubría la distancia entre la Albufera y, a través del litoral, Canet de Berenguer. Su destrucción se inició con los cultivos de arroz y posteriormente, y debido a las bajadas de los precios de los cultivos, se fueron vendiendo los terrenos para la construcción de viviendas en la playa, lo que destruyó por completo la marjal y la separó en pequeños núcleos, de los que solo se conservan la marjal de Rafalell y Vistabella, en Masamagrell y en las pedanías valencianas de Rafalell y Vistabella, así como la misma marjal del moro, en Sagunto/Puzol.

Colonia de Larolimicolas

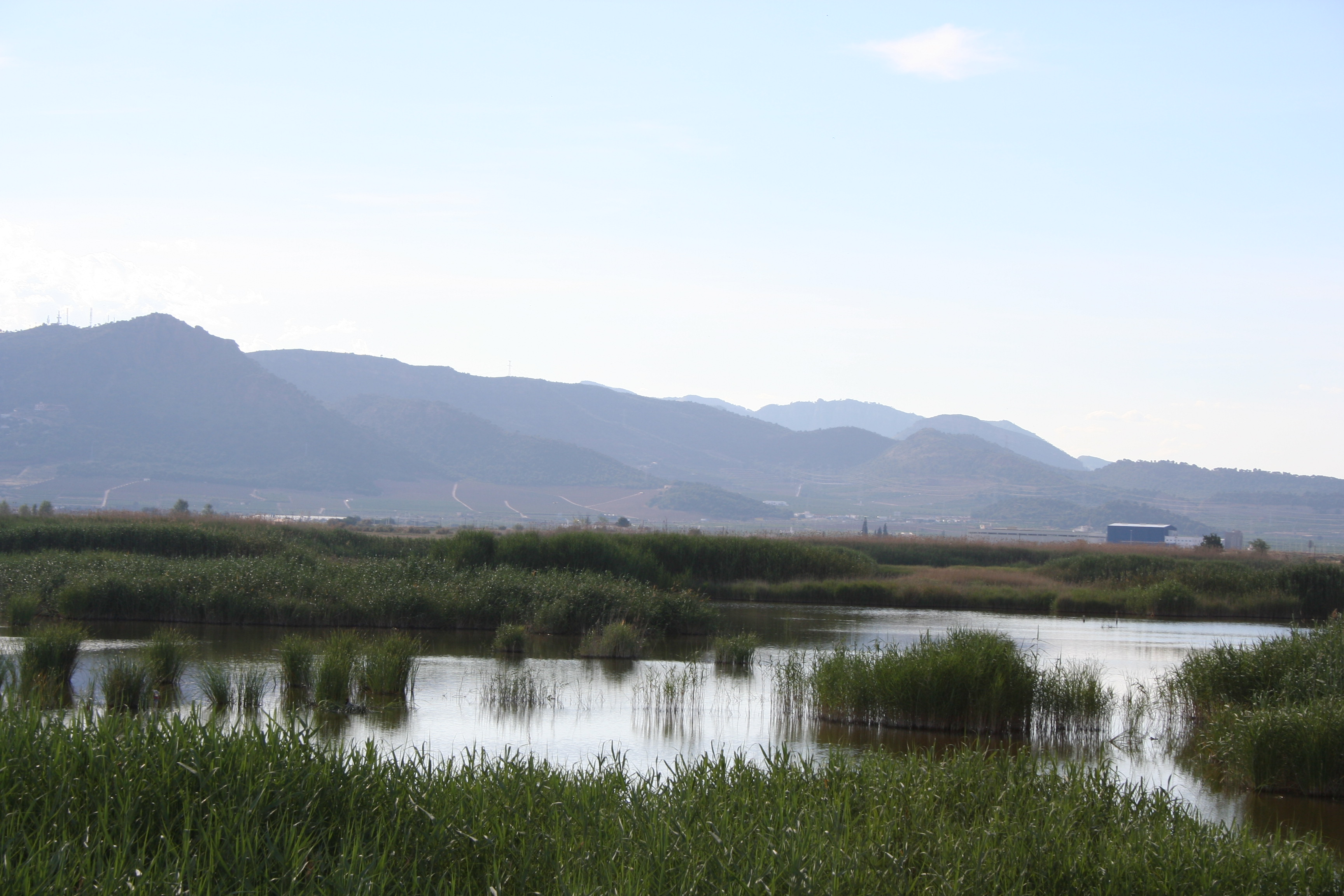
Otra laguna en el marjal del moro

## Historia
Por la zona superior de Sagunto, también se destruyó humedal, en este caso, como zona de posible expansión de los Altos Hornos del Mediterráneo. En 1984 se cierran los Altos Hornos y en 1995 la Generalidad Valenciana compra todo este polígono de unas 800 hectáreas. Define unas 300 como humedal y se catalogan como Suelo no Urbanizable de Protección Especial, declarándose en 1996 zona ZEPA. Las 500 hectáreas restantes se declaran como Suelo Urbanizable de Uso Industrial, en el que se está construyendo el Parque industrial de Sagunto, justo al lado del humedal.
Los ayuntamientos de estas poblaciones han puesto en marcha un sistema de protección de las aves, así como unas infraestructuras tanto de observación como de protección ante el avance del mar, consiguiendo mediante estas, que el agua salada de mar no penetre en la marjal.
En los últimos años se han recuperado terrenos antiguamente desecados con la creación de nuevas lagunas y la demolición de las últimas edificaciones existentes dentro del marjal, además está prohibida tanto la caza como la pesca, la única actividad permitida dentro del espacio protegido es la ganadería en algunas zonas del mismo. Todo esto ha permitido conservar los valores naturales del paraje pese a la ampliación del parque industrial de Sagunto que mantiene al espacio natural literalmente acorralado entre el polígono industrial y las edificaciones de la playa de Puzol.

## Aves
Pese a su reducido tamaño y sus múltiples amenazas, El Marjal de Moro cuenta con poblaciones importantes de varias especies de aves algunas en serio peligro de extinción.
En primavera destacan las poblaciones reproductoras de larolimicolas, albergando colonias de charrán común, charrancito, canastera y cigüeñuela, tampoco puede dejar de mencionarse la colonia de fumarel cariblanco que resulta ser la especie más representativa de este espacio protegido.
Entre las anátidas es importante la población reproductora de pato colorado cada vez más escaso en la zona de Valencia y la reproducción de la amenazada cerceta pardilla siendo el marjal el límite norte de su área de distribución en Europa.
En invierno pueden verse grandes bandos de cerceta común y pato cuchara, además de espectaculares concentraciones de cormorán grande y desde principios de la década 2010 son habituales especies como el flamenco rosa, la garceta grande o el morito.
Especies de aves más características:
- Reproductoras: somormujo lavanco, zampullín chico, polla de agua, calamón, focha común, focha moruna, rascón, avetorillo común, garza real, garza imperial, cernícalo vulgar, pato colorado, porrón europeo, cerceta pardilla, ánade azulón, fumarel cariblanco, charrancito, charrán común, canastera, avoceta, cigüeñuela, chorlitejo chico, chorlitejo patinegro, mochuelo, curruca cabecinegra, carricero común, carricero tordal, carricerín real, lavandera boyera, tarabilla común, buitrón, jilguero, verderón, alcaudón real, gorrión común, urraca común, avoceta común. En los últimos años (a partir de 2012) se ha constatado la reproducción del archibebe común.

- Invernantes: Cormorán Grande, aguilucho lagunero, águila calzada, garceta común, garcilla bueyera, ánade friso, pato cuchara, cerceta común, gaviota reidora, gaviota patiamarilla,  gaviota sombría, chorlito dorado, martín pescador, avefría, agachadiza común, búho campestre,  bisbita común, pechiazul, colirrojo tizón, mosquitero común, escribano palustre.

- Migrantes o de paso: Flamenco Rosa, Grulla Común, Cigüeña blanca,  Cerceta Carretona, Tarro Blanco, Ánade rabudo, Porrón pardo, Zampullín cuellinegro, Garcilla Cangrejera, Garceta Grande, Martinete, Morito, Espátula común, Polluela pintoja, Chorlitejo grande, Aguja colinegra, Zarapito real, Agachadiza chica, Correlimos Zarapitin, Correlimos común, Correlimos menudo, Combatiente, Archibebe Común, Archibebe claro, Andarríos común, Andarríos bastardo, Gaviota de Audouin, Gaviota picofina, Charrán patinegro, Pagaza piconegra, Fumarel común, Terrera común, Bisbita alpino, Colirrojo real, Collalba rubia, Tarabilla norteña, Carricerín común,
- En la playa y el mar hasta donde alcanza la vista no es difícil (dependiendo fechas, obviamente) ver: Correlimos tridáctilo, pardelas, Alcatraz atlántico, Negrón común.
- Por último abundan las especies que no se reproducen estrictamente en la marjal pero sí en los alrededores y acuden a ella para alimentarse en números importantes: hirúndidos ibéricos, Vencejos comunes, Abubillas, Abejarucos,

## Amenazas
Actualmente, constituyen sus principales amenazas 5 factores[cita requerida]:
- Parque Industrial de Sagunto.
- Regasificadora y central térmica de Sagunto, promocionada y accionada por Unión Fenosa Gas, Iberdrola, Endesa Generación y Omán Oil Holding Spain.
- Avance y subida del nivel del mar. En algunos puntos la marjal se encuentra a escasos 10 metros de la orilla.
- Caza furtiva.
- Destrucción de la zona de cañares y juncos para el cultivo.